# Danil Witaljewitsch Jurtaikin
Danil Witaljewitsch Jurtaikin (russisch Данил Витальевич Юртайкин; englische Transkription: Danil Vitalyevich Yurtaykin bzw. Yurtaikin; * 1. Juli 1997 in Belowo) ist ein russischer Eishockeyspieler, der seit Dezember 2024 beim HK Lada Toljatti aus der Kontinentalen Hockey-Liga (KHL) unter Vertrag steht und dort auf der Position des linken Flügelstürmers spielt. Zuvor war Jurtaikin bereits für Amur Chabarowsk, Lokomotive Jaroslawl, den HK ZSKA Moskau und HK Traktor Tscheljabinsk in der KHL aktiv.

## Karriere
Jurtaikin entstammt dem Nachwuchs von Lokomotive Jaroslawl, für den er bis zum Ende der Saison 2017/18 immer wieder in der Molodjoschnaja Chokkeinaja Liga (MHL) aktiv war. Neben Einsätzen für Loko-Junior in der MHL-B und Loko in der MHL selbst gab der Stürmer in der Spielzeit 2016/17 sein Profidebüt beim HK Rjasan in der zweitklassigen Wysschaja Hockey-Liga. Dort war er als Leihgabe aktiv und kam in 26 Einsätzen auf 21 Scorerpunkte, nachdem er im Vorjahr mit Loko seine erste Meisterschaft in der MHL in Form des Charlamow-Pokals gewonnen hatte. Kurz nach Beginn der Saison 2017/18 verließ Jurtaikin Jaroslawl, als er im Oktober 2017 für eine Geldsumme zu Amur Chabarowsk transferiert wurde. Dort kam er zwar zu seinem Debüt in der Kontinentalen Hockey-Liga (KHL), jedoch verließ er den Klub bereits Ende November nach fünf KHL- und zwei MHL-Einsätzen für das Juniorenteam Amurskije Tigry wieder in Richtung Jaroslawl.
Neben Spielen für Rjasan absolvierte er weitere Partien für Loko in der MHL, mit denen er 2018 seinen zweiten Junioren-Meistertitel feierte, sowie für die Profimannschaft von Lokomotive Jaroslawl in der KHL. In der Saison 2018/19 etablierte sich der 21-Jährige schließlich als Stammspieler im KHL-Team und kam auf 48 Saisoneinsätze, in denen er insgesamt 20-mal punktete. Darunter befanden sich zehn Tore. Nach der Saison erhielt der Flügelstürmer ein Vertragsangebot der San Jose Sharks aus der National Hockey League (NHL), woraufhin er nach Nordamerika wechselte und nach einem erfolgreichen Trainingscamp zum Beginn der Saison 2019/20 sein NHL-Debüt für San Jose feierte. Von insgesamt vier NHL-Einsätzen abgesehen verbrachte er die Spielzeit 2019/20 jedoch beim Farmteam der Sharks, den San Jose Barracuda aus der American Hockey League (AHL), sodass er sich nach einem Jahr in Nordamerika zu einer Rückkehr in die russische Heimat entschloss. Im Dezember 2020 unterzeichnete er beim ZSKA Moskau einen Vertrag bis 2023, der im Juni 2023 um ein weiteres Jahr verlängert worden war. In diesem Zeitraum hatte er mit dem Armeesportklub zweimal den Gagarin-Pokal gewonnen. Im Oktober 2023 wurde innerhalb der KHL zum HK Traktor Tscheljabinsk transferiert, während im Gegenzug Jegor Fatejew zu ZSKA wechselte. Im Dezember 2024 erfolgte ein erneuter Wechsel Jurtaikins zum Ligakonkurrenten HK Lada Toljatti. 

### International
Für sein Heimatland kam Jurtaikin im Juniorenbereich bei der U18-Junioren-Weltmeisterschaft 2015 in der Schweiz sowie der U20-Junioren-Weltmeisterschaft 2017 in Kanada teil. Bei der U20-Junioren-Weltmeisterschaft konnte der Stürmer drei Scorerpunkte zum Gewinn der Bronzemedaille beitragen. Seinen einzigen Turniertreffer für die U20-Auswahl steuerte er dabei in der Vorrunde gegen Lettland bei. Die U18-Junioren-Weltmeisterschaft beendete er mit fünf Punkten in ebenso vielen Spielen.
Im Seniorenbereich kam Jurtaikin im Verlauf der Saison 2018/19 zu seinem Debüt in der B-Nationalmannschaft und absolvierte insgesamt sechs Spiele. Zu Einsätzen für die A-Nationalmannschaft kam er nicht.

## Erfolge und Auszeichnungen
- 2016 Charlamow-Pokal-Gewinn mit Loko Jaroslawl
- 2018 Charlamow-Pokal-Gewinn mit Loko Jaroslawl
- 2022 Gagarin-Pokal-Gewinn und Russischer Meister mit dem HK ZSKA Moskau
- 2023 Gagarin-Pokal-Gewinn und Russischer Meister mit dem HK ZSKA Moskau

### International
- 2017 Bronzemedaille bei der U20-Junioren-Weltmeisterschaft

## Karrierestatistik
Stand: Ende der Saison 2023/24

### International
Vertrat Russland bei:
- U18-Junioren-Weltmeisterschaft 2015
- U20-Junioren-Weltmeisterschaft 2017

(Legende zur Spielerstatistik: Sp oder GP = absolvierte Spiele; T oder G = erzielte Tore; V oder A = erzielte Assists; Pkt oder Pts = erzielte Scorerpunkte; SM oder PIM = erhaltene Strafminuten; +/− = Plus/Minus-Bilanz; PP = erzielte Überzahltore; SH = erzielte Unterzahltore; GW = erzielte Siegtore; 1 Play-downs/Relegation; Kursiv: Statistik nicht vollständig)